# Jean Parisot de la Valette
Jean Parisot de la Valette (Parisot, 1494. ?- Malta, 21. kolovoza 1568.), bio je francuski plemić, 49 Veliki meštar (Grand maître) Malteških vitezova, slavan zbog uspješne obrane Malte - 1565.

## Životopis
O mladosti Jean de Valetta ili Parisota (kako su ga zvali) malo se zna, rođen je u dvorcu - Parisot na jugozapadu Francuske u plemićkoj porodici, pa se po ondašnjim običajima kao jedan od brojne djece pridružio redovnicima - Suverenom Vojnom Redu Malte. Pretpostavlja se da je sudjelovao u neuspješnoj obrani Rodosa protiv vojske Sulejmana Veličanstvenog - 1523. Jedno vrijeme bio je guverner Tripolija. Nakon smrti Claude de la Senglea - 1557., izabran je za novog Velikog meštra Malteških vitezova.
Jean de Valetta proslavio se za Velike opsade Malte - 1565. kad je uspio obraniti Maltu punih četiri mjeseca protiv flote sultana Sulejmana Veličanstvenog od oko 200 brodovas oko 30 000 vojnika.
Nakon toga posvetio se izgradnji Vallette, položivši kamen temeljac 1566. koja je u njegovu čast nazvana Humilissima Civitas Vallettae. 
Svaki dan se molio u crkvi Gospe od Pobjede u Valletti, a nakon smrti u kolovozu 1568. pokopan je u kripti ove crkve po svojoj želji. Njegovi posmrtni ostaci kasnije su preneseni u konkatedralu sv. Ivana, gdje su pohranjeni do danas.

## Vanjske poveznice
- Valette ‹valèt›, Jean Parisot de la na portalu Encyclopædia Britannica (tal.)
- Jean Parisot de La Valette na portalu Catholic Encyclopedia article (engl.)